# Swift (månkrater)
För andra betydelser, se Swift (olika betydelser).
Swift är en 10 km stor nedslagskrater på månen. Swift har fått sitt namn efter den amerikanske astronomen Lewis A. Swift.